# Gerard Reve
Gerard Kornelis van het Reve est un écrivain néerlandais né le 14 décembre 1923 à Amsterdam, mort le 8 avril 2006 à Zulte en Belgique.

## Biographie
Il signe ses premières œuvres Simon van het Reve, avant de choisir le pseudonyme Gerard Reve.
Il fait partie des trois auteurs majeurs de la littérature néerlandaise d'après-guerre avec Willem Frederik Hermans et Harry Mulisch. Sa nouvelle Werther Nieland (1949) bouscula le milieu littéraire de son pays. Elle est considérée aujourd'hui comme un chef-d'œuvre à l'égal de son roman majeur Les Soirs (De avonden), paru en 1947.
Son roman De vierde man (Le Quatrième Homme, 1981) est adapté au cinéma, en 1983, par Paul Verhoeven, sous le titre Le Quatrième Homme.
Reve est l'un des premiers écrivains homosexuels néerlandais à faire son coming-out. Il décrit souvent des relations sexuelles entre hommes, ce qui suscite des reproches de certains lecteurs. Un autre de ses thèmes de prédilection est la religion. Selon Reve, ses romans parlent de la libération de l'homme du monde matériel dans lequel il vit.

## Distinctions
- Officier de l'ordre d'Orange-Nassau

## Œuvre

### Romans
- De avonden (1947) Publié en français sous la signature Gerard Kornelis Van Het Reve et sous le titre Les Soirs. Un récit d'hiver, traduit par Maddy Buysse, Paris, Gallimard, coll. « Du monde entier », 1970 (ISBN 2-07-027309-1)
- Op weg naar het einde (1963) Publié en français sous le titre En route vers la fin, traduit par Bertrand Abraham, Paris, Phébus, 2010 (ISBN 978-2-7529-0373-0) - traduction couronnée par le Prix des Phares du Nord 2011
- Nader tot U (1966)
- De Taal der Liefde (1972)
- Lieve Jongens (1973)
- Een Circusjongen (1975)
- Oud en Eenzaam (1978)
- Moeder en Zoon (1980) Publié en français sous le titre Mère et Fils, traduit par Marie Hooghe, Paris, Phébus, coll. « D'aujourd'hui. Étranger », 2005 (ISBN 2-7529-0106-2)
- De vierde man (1981) Publié en français sous le titre Le Quatrième Homme, traduit par Marnix Vincent, Paris, Gallimard, coll. « La Noire », 1995 (ISBN 2-07-073810-8)
- Wolf (1983)
- Bezorgde Ouders (1988) Publié en français sous le titre Parents soucieux, traduit par Marnix Vincent, Paris, Le Promeneur / Gallimard, 1995 (ISBN 2-07-073288-6)
- Ik had hem lief (1992)
- Het boek van violet en dood (1996)
- Het hijgend hert (1998)

### Recueils de nouvelles
- The Acrobat and Other Stories (1956)
- Tien vrolijke verhalen (1961)
- Vier Wintervertellingen (1963)

### Nouvelles
- Werther Nieland (1949)
- De ondergang van de familie Boslowits (1950)
- Melancholia (1951)
- Een eigen huis (1979), recueils de nouvelles et de divers textes
- De stille vriend (1984)
- Schoon schip, 1945-1984 (1984), recueils de nouvelles, d'articles et de divers textes
- Op zoek (1995)

### Poésie
- Terugkeer (1940)
- Zes Gedichten (1965)
- Verzamelde Gedichten (1987)

### Essais
- Roomse heisa (1985)
- Het geheim van Louis Couperus (1987)

### Correspondances
- Uit de Kunst. Brieven aan Simon Carmiggelt. (1970)
- Het Lieve Leven (1974)
- Ik had hem lief (1975)
- Brieven aan kandidaat-katholiek A. (1976)
- Brieven aan Wimie (1980)
- Brieven aan Josine M., 1959-1975 (1981)
- Brieven aan Bernard S. (1981)
- Brieven aan Simon C. (1982)
- Zeergeleerde Vrouwe (1982)
- Brieven aan Wim B. (1983)
- Brieven aan Frans P. (1984)
- Brieven aan geschoolde arbeiders (1985)
- Brieven aan Ludo P., 1962-1980 (1986)
- Klein gebrek geen bezwaar. Een keuze uit zijn brieven. (1986)
- Brieven aan mijn lijfarts (1991)
- Brieven van een aardappeleter (1993)
- Zondagmorgen zonder Zorgen (1995)
- Brieven aan Matroos Vosch, 1975-1992 (1997)
- Thom Hoffman: 23 Brieven aan Frits van Egters over het maken van De avonden. & Gerard Reve: 7 Brieven aan Thom Hoffman (1997)
- Met niks begonnen. Correspondentie met Willem Nijholt (1997)
- Brieven aan Bram P. (2003)
- Gerard Reve - Geert van Oorschot. Briefwisseling 1951-1987 (2005)
- Moedig Voorwaarts - Brieven aan Bert en Netty de Groot 1974-1997 (2007)
- Verscheur deze brief. Ik vertel veel te veel- Correspondentie met Willem Frederik Hermans 1948-1987 (2007)

### Théâtre
- Moorlandshuis (1960)
- Commissaris Fennedy (1962)

### Autres publications
- Gezicht op Kerstmis en andere geestelijke liederen (1965)
- Veertien etsen van Frans Lodewijk Pannekoek voor arbeiders verklaard (1967)
- A Prison Song in Prose (1968)
- Vier Pleidooien (1971)
- Onze Vrienden (1972)
- Credo (1973)
- Lekker Kerstbrood (1973)
- Het Zingend Hart (1973)
- Rietsuiker (1974)
- Drie toespraken (1976)
- Scheppend Kunstenaar (1979)
- Drie woorden (1981)
- Album Gerard Reve (1983)
- Zelf schrijver worden (1987)
- Ik bak ze bruiner (1996), contes de fées illustrés par Theo van den Boogaard
- Gezicht op Kerstmis en andere geestelijke liederen (1998)
- Zalig Pasen (2001)

## Adaptations cinématographiques
- 1980 : Chers garçons (Lieve jongens), film néerlandais réalisé par Paul De Lussanet, adaptation du récit paru en 1973
- 1983 : Le Quatrième Homme (De vierde man), film néerlandais réalisé par Paul Verhoeven, adaptation du roman paru en 1981
- 1989 : Les Soirs (De avonden), film néerlandais réalisé par Rudolf van den Berg, adaptation du roman paru en 1947

## Source
- (en) Cet article est partiellement ou en totalité issu de l’article de Wikipédia en anglais intitulé « Gerard Reve » (voir la liste des auteurs).